# Langadia

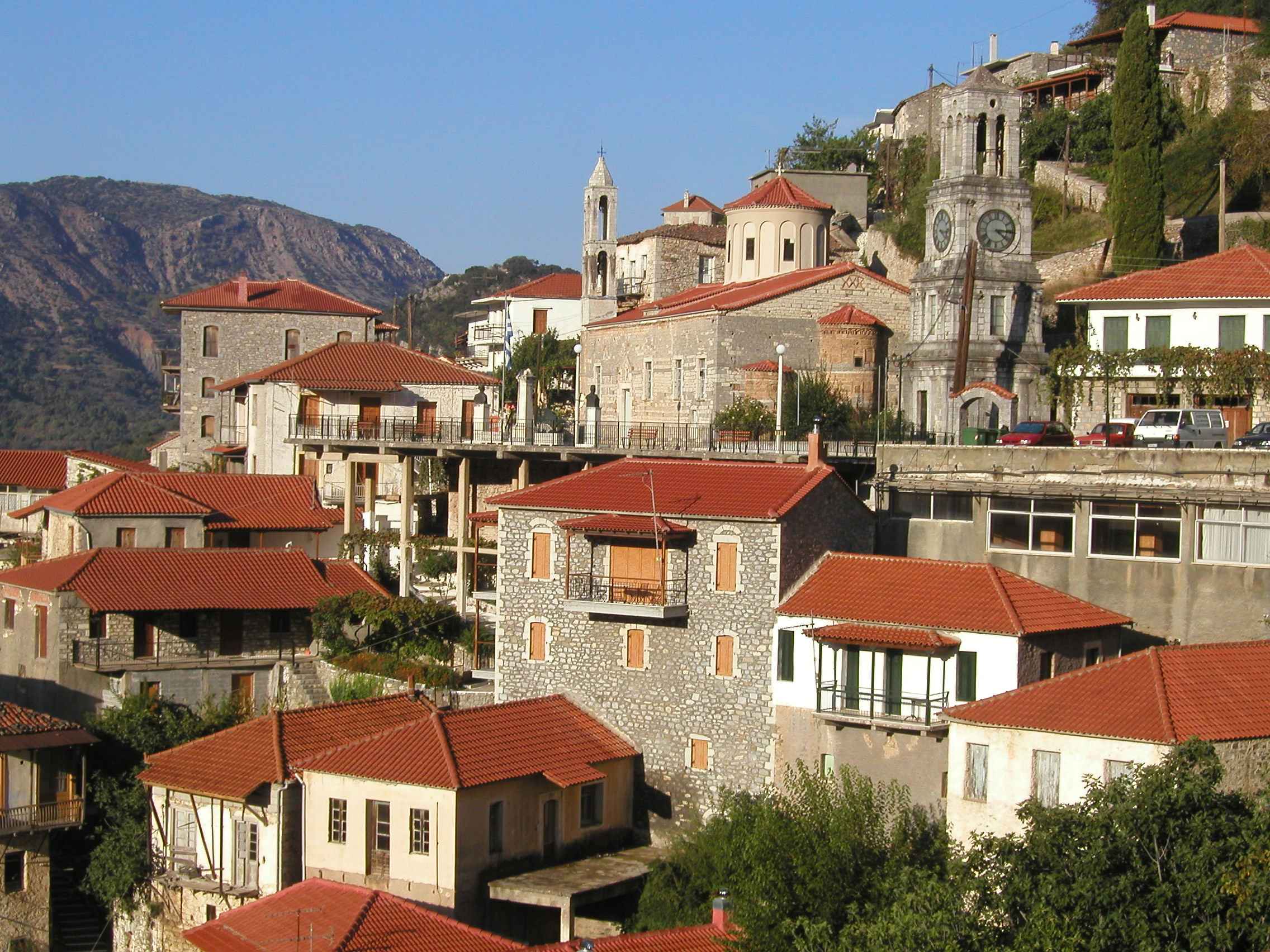
Dorfplatz von Langadia

Langadia (griechisch Λαγκάδια (n. pl.), auch Lankadia) ist ein Bergdorf mit etwas über 355 Einwohnern im Hochland von Arkadien auf dem Peloponnes in Griechenland. Bis 2010 war es Sitz einer gleichnamigen Gemeinde, die 1948 zur Stadtgemeinde (dimos) erhoben worden war. Zum 1. Januar 2011 ging diese Gemeinde in der neu geschaffenen Gemeinde Gortynia auf, in der sie seither einen Gemeindebezirk bildet.
In dem an einem Hang liegenden Ort lebten noch zu Beginn des 20. Jahrhunderts 6000 Einwohner. Er ist bekannt für seine handgeknüpften Teppiche.
Wie die gesamte Region ist auch der Ort von Landflucht bedroht, so dass heute eine Vielzahl von Gebäuden leer steht und vom Verfall bedroht ist.

## Galerie

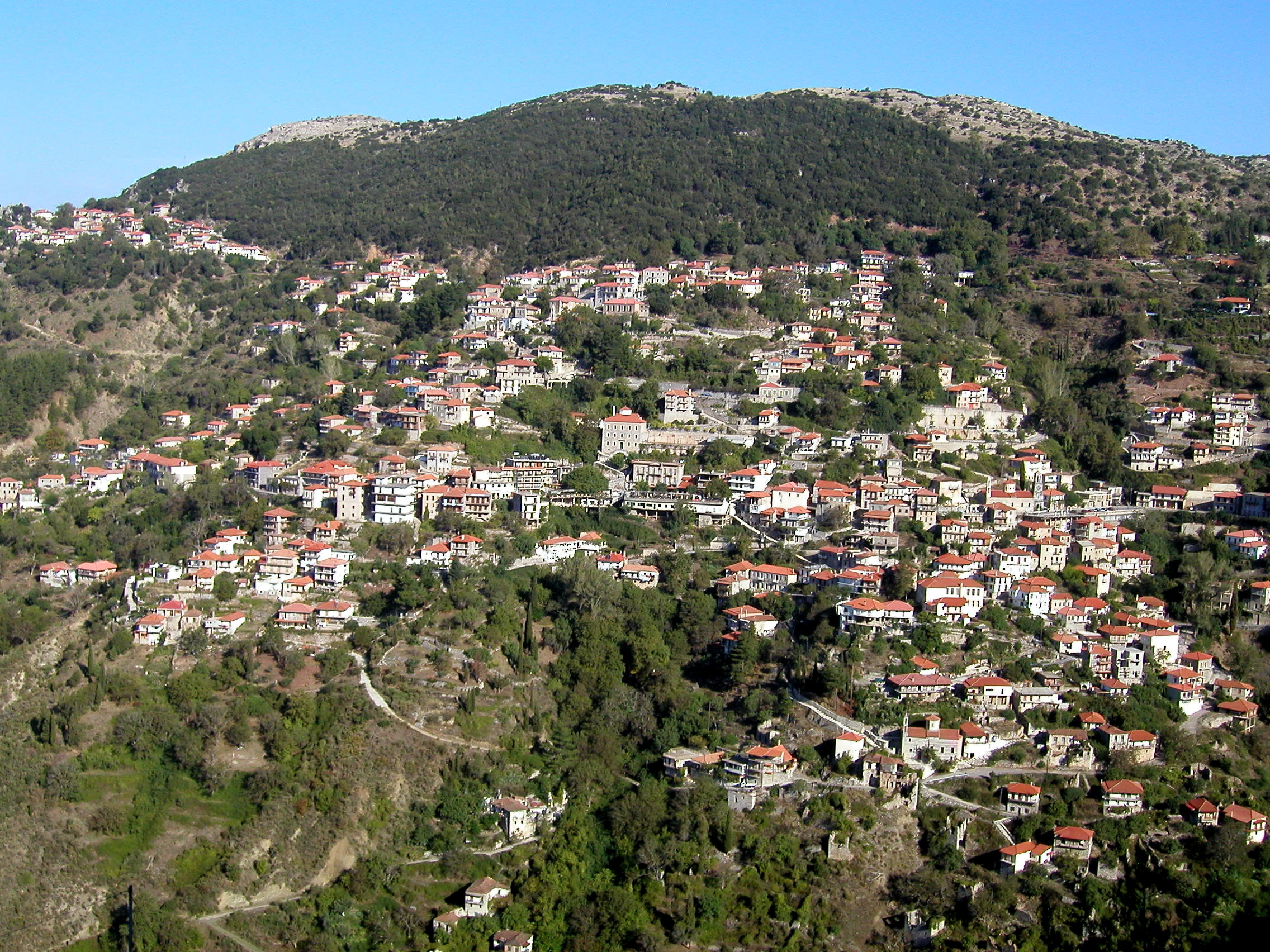
Panorama
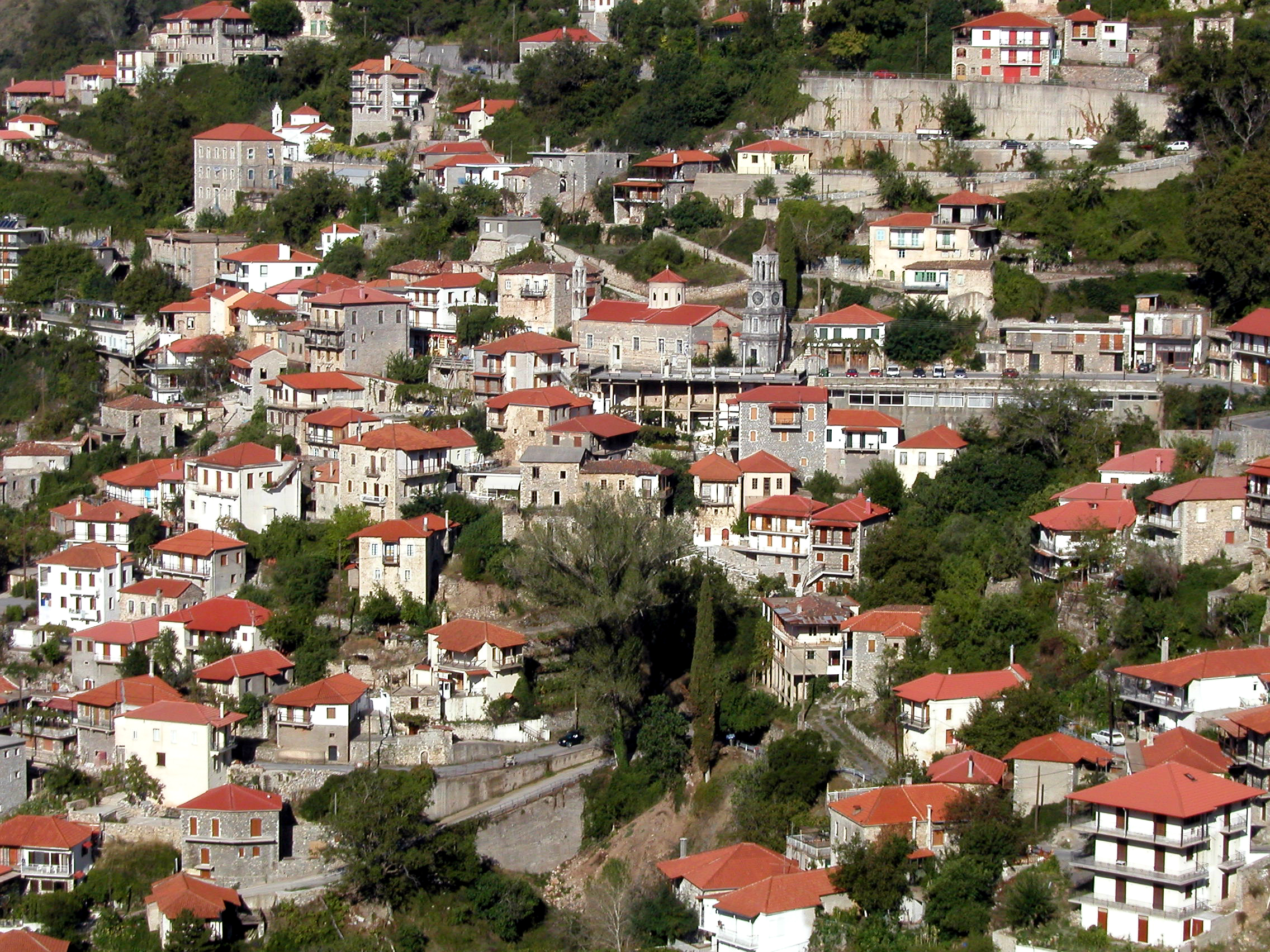
Blick auf den Hauptplatz mit Uhrturm
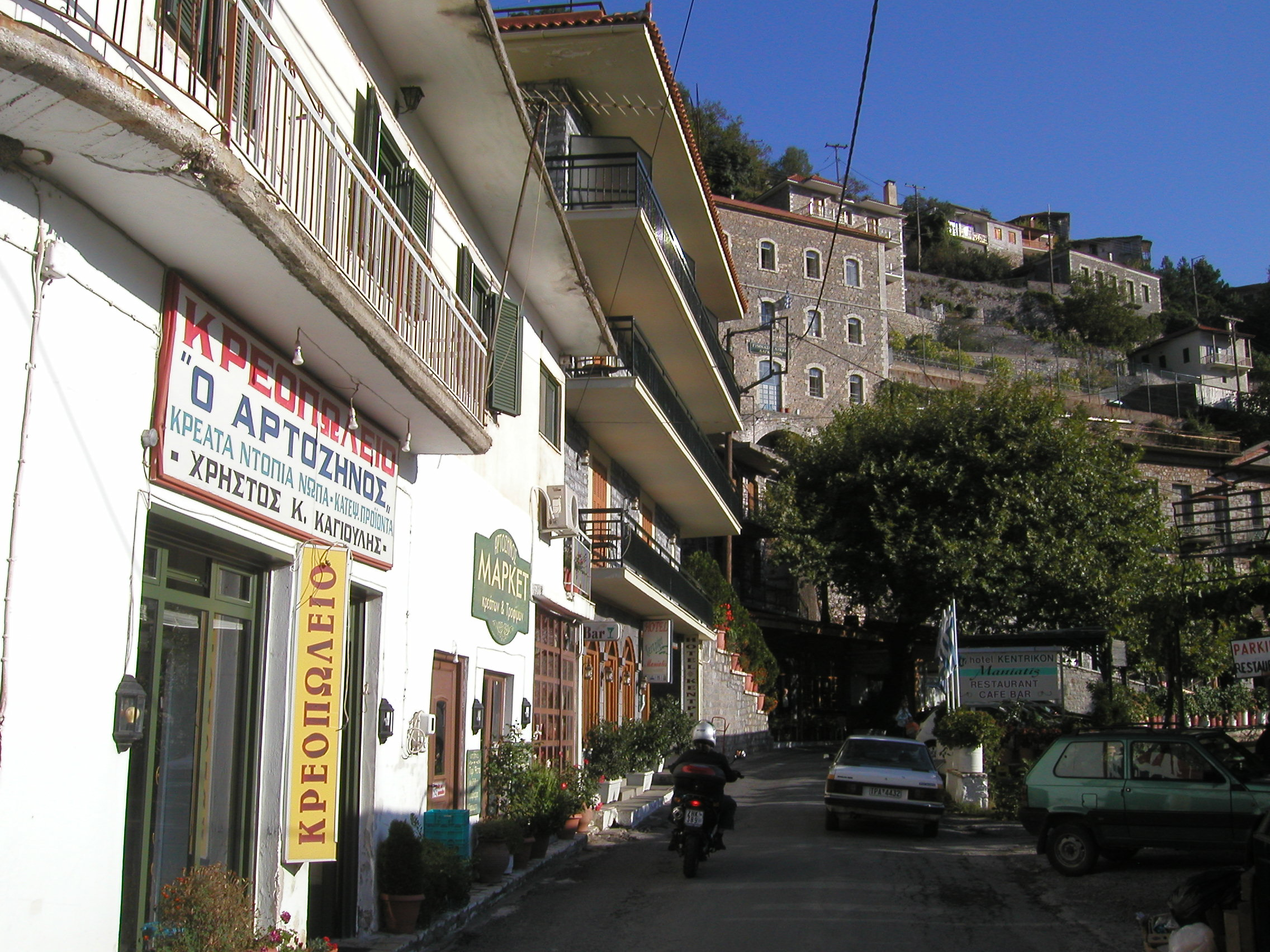
Hauptstraße durch den Ort